# Kailua-Kona
Ne doit pas être confondu avec Kailua.
Pour les articles homonymes, voir Kona.
Kailua-Kona (11 975 habitants en 2010) est une zone de recensement urbaine sur la côte occidentale de l'île d'Hawaï, dans le comté du même nom, aux États-Unis. La ville appartient au district de Kona-nord ;  son nom officiel est Kailua mais son appellation postale complète est Kailua-Kona (et la ville est, de plus, parfois appelée Kona de façon informelle) pour la différencier de Kailua, une autre ville, située quant à elle sur l'île d'Oahu, dans l'archipel d'Hawaï elle aussi.
Kona le centre commercial, industriel et touristique de l'ouest de l'île d'Hawaï. La ville est desservie par l'aéroport international de Kona. 
Kailua-Kona a été la ville la plus proche de l'épicentre du tremblement de terre en 2006 à Hawaï.
En avril 2018, le volcan Kīlauea a fait éruption. Ce dernier a provoqué des coulées de lave rougeoyante jusque dans les zones d'habitation, poussant des milliers d'habitants d'Hawaï à fuir.